# Spodnja Draga
Spodnja Draga este o localitate din comuna Ivančna Gorica, Slovenia, cu o populație de 112 locuitori.